# Clem Sohn
Pour les articles homonymes, voir Sohn.
Clement Joseph Sohn, dit Clem Sohn (Lansing, 7 décembre 1910 – Vincennes, 25 avril 1937), est un parachutiste acrobatique des années 1930.

## Biographie

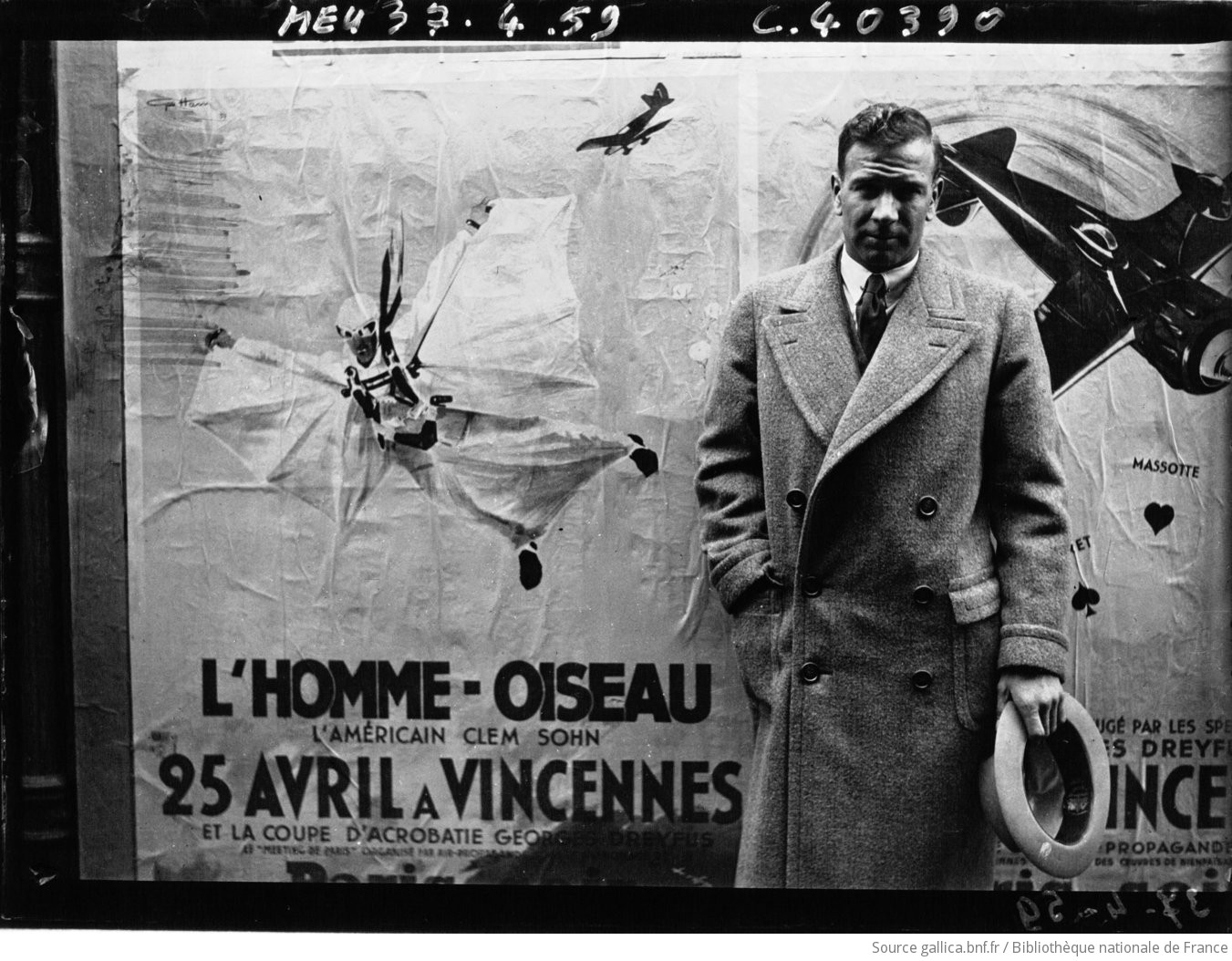
Clem Sohn posant devant la mention de la date et du lieu fatidiques.

Spécialiste de la chute libre, il met au point un procédé pour planer dans les airs avec une combinaison de sa fabrication.
Largué d'un avion à une altitude d'environ 3 000 mètres, il descendait en planant jusqu'à 250 mètres du sol.
Il ouvrait alors son parachute pour atterrir.
Il avait confectionné ses ailes en toile zéphyr. Elles étaient renforcées par une armature en tubes d’acier et étaient fixées à ses hanches. L’appareillage avait été conçu pour éviter une ouverture trop rapide des ailes qui lui aurait déboîté les articulations. Entre ses jambes, un pantalon large formait une autre surface portante qui remplissait un rôle stabilisateur analogue à celui d’une queue d’oiseau. Il fut surnommé The Batman (l’homme chauve-souris) à cause de ses grosses lunettes de vol.
Il saute avec ses ailes d'un avion à 3 000 mètres à l'aéroport de Hanworth le 2 mai 1936.
Clem Sohn fut blessé à l’aérodrome de Gatwick, à Londres. Son parachute se prit dans ses ailes. Il se cassa l’épaule à l’atterrissage après avoir ouvert son parachute de secours à seulement soixante mètres du sol.
La carrière de Sohn s’achève brutalement en France, le 25 avril 1937 , au festival aérien de Vincennes.
Avant le décollage, Clem Sohn avait dit à un journaliste : « Je me sens autant en sécurité que dans la cuisine de votre grand-mère ».
Mais lors de la descente, son parachute ne s’ouvre pas.
Il tente vainement d’ouvrir son parachute de secours et s’écrase au sol sous les yeux d'une foule de 200 000 personnes.